# Vladan Živković
Vladan Živković (* 15. Dezember 1941 in Belgrad; † 3. Januar 2022 ebenda) war ein serbischer Schauspieler in Film und Fernsehen, der in rund 150 Produktionen mitwirkte. Er spielte Rollen in Filmen wie England Made Me, Der Junge mit der Geige, Steiner – Das Eiserne Kreuz, Das letzte Rennen oder Vater nach Maß.

## Leben und Karriere
Sein Filmdebüt als Schauspieler gab der 1941 in Belgrad geborene Vladan Živković 1966 unter der Regie von Vladan Slijepcevic in dem Filmdrama Sticenik. In den darauffolgenden Jahrzehnten spielte er kleinere und größere Nebenrollen in zahlreichen internationalen Produktionen in den unterschiedlichsten Genren. So sah man ihn 1973 in dem britischen Spielfilm England Made Me in der Rolle des Heinrich. In den Hauptrollen spielten Peter Finch und Michael York. In dem britisch-deutsch-jugoslawischen Kriegsfilm des Regisseurs Sam Peckinpah Steiner – Das Eiserne Kreuz aus dem Jahre 1977 mit James Coburn, James Mason, Maximilian Schell und David Warner verkörperte er den Obergefreiten Wolf. In den 1980er Jahren spielte er Rollen in Filmen von Regisseuren wie Goran Paskaljevic, Milan Jelic, Aleksandar Petkovic oder Vlastimir Radovanovic.
Neben seinen Engagements auf der großen Leinwand sah man Vladan Živković zwischen 1966 und 2019 auch in zahlreichen Fernsehfilmen und Fernsehserien.
Vladan Živković verstarb im Januar 2022 im Alter von 80 Jahren.

## Filmografie (Auswahl)

### Filme
- 1966: Sticenik
- 1967: Kad budem mrtav i beo
- 1973: England Made Me
- 1975: Der Junge mit der Geige (Decak i violina)
- 1975: Der Naive (Naivko)
- 1976: Čuvar plaže u zimskom periodu
- 1977: Steiner – Das Eiserne Kreuz (Cross of Iron)
- 1977: Begegnung mit der Liebe (Lude godine)
- 1979: Das letzte Rennen (Poslednja trka)
- 1980: Sonderbehandlung (Poseban tretman)
- 1980: Gelegenheitsarbeit (Rad na odredjeno vreme)
- 1980: Vogelfrei (Hajduk)
- 1981: Im trüben fischen (Lov u mutnom)
- 1982: Vater nach Maß (Moj tata na odredjeno vreme)
- 1982: Tesna koža
- 1988: Ortaci
- 1992: Crni bombarder
- 1996: Dovidjenja u Cikagu
- 2006: Sinovci
- 2008: Bledi mesec
- 2021: Pucnji u Marseju

### Fernsehen
- 1972: Gradjani sela Luga (Fernsehserie, 3 Episoden)
- 1981: Vojnici (Fernsehminiserie, 4 Episoden)
- 1995: Znakovi (Fernsehfilm)
- 2002: Zajednicko putovanje (Fernsehfilm)
- 2018–2019: Sifra Despot (Fernsehserie, 10 Episoden)